# بنتوكسيفيلين
بنتوكسيفيلين (بالإنجليزية: Pentoxifylline)‏ هو أحد أدوية الدم، يقوم بتغير شكل خلايا الدم الحمراء في الدم، لتناسب حجم الأوعية الدموية ،وكذلك يحسن من تدفق الدم عن طريق تقليل لزوجته، ويخفف من تشنجات الساق وغيرها من أعراض أمراض الأوعية الدموية و خاصة الأوعية الطرفية وذلك عن طريق مساعدة الدم بالتدفق.
لا يجب استخدام البنتوكسيفيلين عند المرضى الذين كان عندهم نزيف في الدماغ أو في شبكية العين، كما لا يجب استخدامه للمرضى الذين عانوا سابقا من عدم تحمل الدواء أو عدم تحمل زانثينات الميثيل مثل الثيوبرومين والكافيين الثيوفيلين.

## وصلات اضافية
- Trental information from Aventis
- Reprinted article on veterinary use

قالب:Phosphodiesterase inhibitors
قالب:Adenosinergics